# Partido di San Miguel
Il partido di San Miguel è un dipartimento (partido) dell'Argentina facente parte della provincia di Buenos Aires. Il capoluogo è San Miguel. Si tratta di uno dei 24 partidos che compongono la cosiddetta "Grande Buenos Aires".

## Geografia antropica

### Suddivisioni amministrative
Il partido di San Miguel è composto da 4 località:
| Località      | Popolazione (2001) |
| ------------- | ------------------ |
| Bella Vista   | 67.936             |
| Campo de Mayo | 1.397              |
| Muñiz         | 26.221             |
| San Miguel    | 157.532            |